# Canal de Voorne
Le Canal de Voorne (en néerlandais: Kanaal door Voorne), est un canal, creusé en 1830. Le canal relie le Haringvliet à Hellevoetsluis au port de Rotterdam près de l'ancien hameau de Nieuwesluis. Le canal coupe en deux l'ancienne île de Voorne et le polder de Nieuwenhoorn.

## Présentation
Au XIXe siècle, c'était une des liaisons principales entre la mer du Nord et le port de Rotterdam. Avec l'augmentation de la taille des navires, le canal devenait trop petit pour les accueillir ; avec l'achèvement du Nieuwe Waterweg en 1872, le canal a perdu toute fonction pour le transport maritime.
De nos jours, peu de bateaux utilisent encore ce canal. Les ponts sont fixes et bas. À Hellevoetsluis, un centre commercial a été construit au-dessus du canal.